# Macrofamília àustrica
La macrofamília àustrica és una macrofamília hipotètica que agrupa les llengües del sud-est asiàtic. Va ser proposada per primer cop en 1906 i des de llavors ha romàs com a controvèrsia dins la lingüística comparada.
D'una llengua primitiva, l'àustric, descendirien dos grups, el Iangtsé i l'àustro-tai. Dins el primer estarien les llengües austroasiàtiques i les llengües hmong–mien, formant dues branques diferenciades. Al segon grup també es trobarien dues branques: d'una banda les llengües tai-kadai i de l'altra les llengües austronèsiques. Alguns autors amplien aquesta segona branca per incloure-hi les llengües japòniques. La macrofamília resultat seria una de les divisions del grup dene–daic.